# Kafga Gyula
Kafga Gyula György Gusztáv (Csatád, 1830. április 6. – Magyarkanizsa, 1912. november 17.) az 1848–49-es forradalom és szabadságharc idején honvédszázados, postamester, a Magyarkanizsai Takarékpénztár igazgatója.

## Családja
Ősei magyarországi németek, akik Mária Terézia királynő uralkodása idején érkeztek a Bánságba.
Édesapja, Kafga János Ádám (Csatád, 1809. március 14. - Csatád, 1868. április 24.)  postamester. Édesanyja, Schannen Anna Katalin (Bogáros, 1810. március 22. - ).
Kafga Gyula 1855. május 22-én Zomboron vette feleségül nemes gyérey Garay Ferenc (Kúla, 1805. március 22. - 1885. február 17.) uradalmi ispán, később bánsági főpénztári ellenőr és nemes Sorok Eszter Katalin (Bácskossuthfalva, 1812. január 26. - ) lányát, nemes gyérey Garay Emília Ottiliát (Bácskertes, 1838. január 2. - Magyarkanizsa, 1899. május 13.). Garay Emma unokahúga volt Sorok Sándor, Bács-Bodrog vármegyei szolgabírónak, egyben unokatestvére Mihálkovits István, a Zentai Takarékpénztár igazgató elnökének, Zenta város polgármesterének.
Gyermekei közül, Kafga Andor (Magyarkanizsa, 1861. április 21. - Budapest, 1952. október 19.), postamester, a Magyarkanizsai Kaszinó választmányi tagja, az Ókanizsai Műkedvelő Társulat pénztárosa. Felesége, Máhr Ida, az Ókanizsai Keresztény Nőegylet és a helyi Vöröskereszt szervezetének választmányi tagja, a Gyermekliga megbízott kiküldöttje.
Felesége halálát követően újra házasságot között. 1900. július 31-én 71. életévében Magyarkanizsán vette feleségül Schannen János (Bogáros, 1826. szeptember 20. - ) és Szekrényi Auguszta ( - Perjámos, 1884. december 12.) lányát, a nála több mint 30 évvel fiatalabb Schannen Vilma Teréz Máriát, édesanyja révén elsőfokú unokatestvérét.

## Életpályája

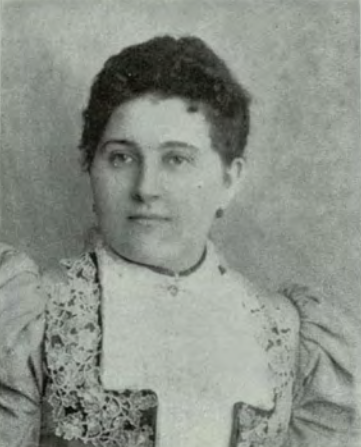
Kafga Gyuláné Garay Emma

Tanulmányairól csupán annyit tudunk, hogy a Bécsi Műegyetem hallgatója volt.
Az 1848–49-es forradalom és szabadságharcban 1848. december 31-től tizedesként, 1849. január 1-től hadnagyként, május 1-től a 60. Wasa gyalogezred 2., júniustól a 120. honvédzászlóaljánál főhadnagyként, a bácskai, illetve a IV. hadtestnél szolgált. A szabadságharc utolsó győztes csatájában, 1849. július 14-én a hegyesi csatamezőn megsebesült.
A szabadságharcot követően 1854-től Magyarkanizsán postamester, a Magyarkanizsai Takarékpénztár elnöke, 1872-ben választották Magyarkanizsa képviselő-testületének tagjává.
A hegyesi  csata  emlékére  1887. július 17-én obeliszket avattak jelenlétében a Kálváriadombon.
Életpályájának elismeréseként, a postamesteri tisztség betöltésének 40. évében Ferenc József osztrák császár, magyar és cseh király, Wekerle Sándor pénzügyminiszter felterjesztésére, a minisztertanár jóváhagyásával 1894-ben a Arany Érdemkereszt kitüntetésben részesítette.
Családjával aktív részese volt Magyarkanizsa társadalmi életének. Tagja volt az Ókanizsai Műkedvelő Társulatnak, amelynek keretében amatőr színjátszóként tűnt ki. Felesége, Garay Emma vezető tisztséget viselt az Ókanizsai Keresztény Nőegyletben és rendes tagja volt a helyi Vöröskereszt szervezetének is.

## Halála
1912. november 17-én Magyarkanizsán hunyt el, sírja magyarkanizsai Nagytemetőben található. Emlékét a temető kápolnájának falán emléktábla őrzi.

## Származása
| Kafga Gyula (Csatád, 1830. – Magyarkanizsa, 1912. november 17.) postamester, a Magyarkanizsai Takarékpénztár elnöke | Apja: Kafga János Ádám (Csatád, 1809. március 14. – Csatád, 1868. április 24.) csatádi postamester | Apai nagyapja: Kafga János Ádám (Garabos, 1775. január 6. – Csatád, 1836. július 27.) postamester | Apai nagyapai dédapja: Kafga János Ádám (1750. körül – Csatád, 1812. február 9.) postamester              |
| Kafga Gyula (Csatád, 1830. – Magyarkanizsa, 1912. november 17.) postamester, a Magyarkanizsai Takarékpénztár elnöke | Apja: Kafga János Ádám (Csatád, 1809. március 14. – Csatád, 1868. április 24.) csatádi postamester | Apai nagyapja: Kafga János Ádám (Garabos, 1775. január 6. – Csatád, 1836. július 27.) postamester | Apai nagyapai dédanyja: Wagner Erzsébet (1759. körül – Nagyjécsa, 1828. augusztus 20.)                    |
| Kafga Gyula (Csatád, 1830. – Magyarkanizsa, 1912. november 17.) postamester, a Magyarkanizsai Takarékpénztár elnöke | Apja: Kafga János Ádám (Csatád, 1809. március 14. – Csatád, 1868. április 24.) csatádi postamester | Apai nagyanyja: Kiss Magdolna (1773. körül – Csatád, 1820. április 21.)                           | Apai nagyanyai dédapja:                                                                                   |
| Kafga Gyula (Csatád, 1830. – Magyarkanizsa, 1912. november 17.) postamester, a Magyarkanizsai Takarékpénztár elnöke | Apja: Kafga János Ádám (Csatád, 1809. március 14. – Csatád, 1868. április 24.) csatádi postamester | Apai nagyanyja: Kiss Magdolna (1773. körül – Csatád, 1820. április 21.)                           | Apai nagyanyai dédanyja:                                                                                  |
| Kafga Gyula (Csatád, 1830. – Magyarkanizsa, 1912. november 17.) postamester, a Magyarkanizsai Takarékpénztár elnöke | Anyja: Schannen Anna Katalin (Bogáros, 1810. március 22. – )                                       | Anyai nagyapja: Schannen Miklós (Bogáros, 1789. november 13. – Bogáros, 1841. március 25.)        | Anyai nagyapai dédapja: Schannen János Miklós (Selingen, 1746. október 10. – Bogáros, 1826. december 20.) |
| Kafga Gyula (Csatád, 1830. – Magyarkanizsa, 1912. november 17.) postamester, a Magyarkanizsai Takarékpénztár elnöke | Anyja: Schannen Anna Katalin (Bogáros, 1810. március 22. – )                                       | Anyai nagyapja: Schannen Miklós (Bogáros, 1789. november 13. – Bogáros, 1841. március 25.)        | Anyai nagyapai dédanyja: Strometz Borbála (Vianden, 1754. szeptember 4. – Bogáros, 1799. március 29.)     |
| Kafga Gyula (Csatád, 1830. – Magyarkanizsa, 1912. november 17.) postamester, a Magyarkanizsai Takarékpénztár elnöke | Anyja: Schannen Anna Katalin (Bogáros, 1810. március 22. – )                                       | Anyai nagyanyja: Schütz Anna Mária (Bogáros, 1792. február 7. – Bogáros, 1844. február 16.)       | Anyai nagyanyai dédapja: Schütz Mátyás (Birkenholz, 1752. március 21. – Bogáros, 1823. december 10.)      |
| Kafga Gyula (Csatád, 1830. – Magyarkanizsa, 1912. november 17.) postamester, a Magyarkanizsai Takarékpénztár elnöke | Anyja: Schannen Anna Katalin (Bogáros, 1810. március 22. – )                                       | Anyai nagyanyja: Schütz Anna Mária (Bogáros, 1792. február 7. – Bogáros, 1844. február 16.)       | Anyai nagyanyai dédanyja: Kirch Katalin (Hilsprich, 1753. április 14. – Bogáros, 1812. november 23.)      |